# Divisione No. 13 (Alberta)
La Divisione No. 13 è una divisione censuaria dell'Alberta, Canada di 66.972 abitanti, che ha come capoluogo Athabasca.

## Comunità
- Town
  - Athabasca
  - Barrhead
  - Mayerthorpe
  - Onoway
  - Westlock
  - Whitecourt
- Villaggi
  - Alberta Beach
  - Boyle
  - Clyde
  - Sangudo
  - Thorhild
- Villaggi estivi
  - Birch Cove
  - Bondiss
  - Castle Island
  - Island Lake
  - Island Lake South
  - Larkspur
  - Mewatha Beach
  - Nakamun Park
  - Ross Haven
  - Ross Haven
  - Silver Sands
  - South Baptiste
  - South View
  - Sunrise Beach
  - Sunset Beach
  - Sunset Point
  - Val Quentin
  - West Baptiste
  - West Cove
  - Whispering Hills
  - Yellowstone

- Frazioni
  - Atmore
  - Bloomsbury
  - Blue Ridge
  - Breynat
  - Busby
  - Caslan
  - Colinton
  - Connor Creek
  - Dapp
  - Donatville
  - Ellscott
  - Fallis
  - Fawcett
  - Fort Assiniboine
  - Glenevis
  - Grassland
  - Green Court
  - Gunn
  - Jarvie
  - Lake Isle
  - Nestow
  - Newbrook
  - Perryvale
  - Pibroch
  - Pickardville
  - Radway
  - landland,Alberta
  - Rich Valley
  - Rochester
  - Tawatinaw
  - Vimy
  - Wandering River
- Municipalità di contea
  - Contea di Athabasca No. 12
  - Contea di Barrhead
  - Contea di Thorhild No. 7
  - Contea di Lac Ste. Anne
  - Contea di Westlock
  - Contea di Woodlands